# Pellenes maderianus
Pellenes maderianus är en spindelart som beskrevs av Kulczynski 1905. Pellenes maderianus ingår i släktet Pellenes och familjen hoppspindlar. Inga underarter finns listade i Catalogue of Life.